# Justitia (Spitzweg)
Pour les articles homonymes, voir Justitia.
Justitia, Fiat Justitia, Auf der Lauer ou Die Gerechtigkeit wacht est un tableau de Carl Spitzweg dont l'histoire est mouvementée. 

## Description
Cette peinture à l'huile de format vertical datant d'environ 1857 montre une statue de Justitia (déesse de la justice) sur un piédestal qui constitue également le pilier d'angle de la rampe d'un escalier. La statue, qui fait face au spectateur et se trouve dans la moitié gauche et la moitié supérieure du tableau, présente les attributs habituels de la justice personnifiée avec le bandeau et la balance dans la main gauche, l'épée dans la main droite et la longue robe classique. La pierre brunâtre claire dont elle semble être faite est éclairée par la lumière du soleil en haut à gauche. Sur le bâtiment situé derrière le palier, qui occupe une grande partie de l'arrière-plan, on peut voir l'ombre d'éléments architecturaux : à l'extrême gauche, la silhouette d'une section de colonne avec un chapiteau est évidemment visible.
À partir de l'extrémité supérieure de l'ombre de la colonne, une ligne descend en diagonale vers la droite, au-dessus de laquelle le mur est dans l'ombre, tandis que la partie inférieure est éclairée par le soleil. La division en zones d'ombre et de lumière du mur passe derrière la statue, à peu près à hauteur de poitrine, et à l'angle du bâtiment à droite, à hauteur de tête d'une personne debout derrière cet angle, qui n'est que partiellement visible. Un casque orné de plumes, un torse en uniforme, la pointe d'une épée ou d'un bâton et le bout d'un pied sont visibles. L'homme se tient apparemment à l'ombre sur le palier pour garder le bâtiment.
Sur le bord droit de l'image, on peut voir une autre balustrade, dont la pente montre qu'il y a également un escalier descendant de l'autre côté du bâtiment. L'arrière-plan du côté droit de la peinture est une architecture urbaine sous un ciel éclairé de vert. Il y a une lanterne non éclairée à la hauteur du Justitia sur le bâtiment représenté. Derrière les jambes inférieures du Justitia, une boîte à avis ou un tableau d'affichage brun foncé est fixé au mur du bâtiment, sur lequel on peut voir une feuille de papier écrite.
Le socle de la Justitia appartient à un escalier qui semble se poursuivre vers le haut sur la gauche et présente trois marches sur la droite au premier plan qui sont parallèles au bord inférieur de l'image. Du point de vue du spectateur, elles mènent au niveau où se trouve le garde et d'où l'on peut lire l'avis. En dessous de ces marches, à droite, on peut voir un autre palier, auquel un autre escalier mène manifestement depuis le bas à gauche. Cependant, cela n'est indiqué que par une seule marche en bas. La maçonnerie envahissante sous la balustrade dans le coin inférieur gauche du tableau suggère également qu'il existe une autre zone dans le terrain en dessous. Cette partie inférieure du tableau présente des tons brunâtres foncés, tandis que le palier et les marches à droite, largement éclairés par le soleil, présentent des tons plus clairs, plus ocres. 

## Histoire du tableau
Le Justitia de Spitzweg a fait parler de lui en 2007 lorsque, le 23 février, la Deutsche Presse-Agentur a rapporté que le ministère fédéral des finances avait accepté de le restituer aux héritiers de son ancien propriétaire, Leo Bendel (de). Bendel, qui venait de Strzyżów en Pologne, était probablement un commerçant de formation et travaillait dans l'industrie du tabac. Il a vécu à Berlin à partir de 1915 au plus tard. Il a connu la prospérité en tant qu'agent général de la fabrique de tabac berlinoise Ermeler (de) et de la société de papier à cigarettes Job et a pu constituer une collection d'art comprenant des peintures, des dessins, des aquarelles et des gravures de Wilhelm Trübner, Walter Leistikow, Hans Thoma et Spitzweg. En plus de Justitia, il possédait aussi Le Sorcier (de) de Spitzweg. En 1935, Leo Bendel, qui était d'origine juive, a perdu son emploi et a dû déménager de Dahlem à Wilmersdorf. Son épouse protestante Else, née Golze, a préparé l'émigration avec son mari. Entre 1935 et 1937, le couple a vendu son mobilier et de nombreuses œuvres d'art par l'intermédiaire de la maison de vente aux enchères Adolf Herold, pour finalement émigrer à Vienne en 1937. Quelques mois plus tard, cependant, les troupes allemandes marchent sur l'Autriche. Leo Bendel a été baptisé le 17 juin 1938 et a renoncé à sa citoyenneté polonaise pour échapper aux représailles. Néanmoins, il est arrêté par la Gestapo le 9 septembre 1939 dans son appartement de Grinzinger Allee 34. Avec de nombreux autres Juifs emprisonnés, il est d'abord détenu au stade du Prater, puis déporté à Buchenwald à la fin du mois de septembre 1939, où il reçoit le numéro de prisonnier 6742. Il y meurt le 30 mars 1940 et sa veuve reçoit l'urne contenant ses cendres ainsi que ses effets personnels : un gilet, une paire de bretelles, ses lunettes, un bracelet et 3,20 Reichsmark. Else Bendel a passé les dernières années de sa vie dans des conditions difficiles. Elle a travaillé comme femme de ménage jusqu'à ce qu'elle perde son emploi en 1952. En 1954, elle a déposé une demande d'indemnisation à Berlin, qui n'avait pas encore été tranchée au moment de son décès, le 4 septembre 1957. Cela signifie que les possibilités de demander des réparations pour le décès de Leo Bendel sont caduques, et que la demande d'indemnisation pour perte d'actifs a été rejetée parce qu'Else Bendel ne possédait aucune preuve de vente forcée.
Ce n'est qu'après que des principes aient été formulés à Washington en 1998 sur la manière de traiter les œuvres d'art perdues en raison de persécutions que les descendants de la belle-sœur de Leo Bendel ont demandé à des historiens de faire des recherches sur l'emplacement de la collection Bendel. Ils ont pu reconstituer que Leo Bendel avait vendu le Justitia et Le Sorcier à la Galerie Heinemann (de) le 15 juin 1937. La galerie a payé Bendel 16 000 marks pour le Justitia. Un peu plus tard, le tableau a été revendu pour 25 000 marks au marchand d'art Maria Almas (de), qui acquiert des tableaux pour la future « Führermuseum » à Linz. En octobre 1945, le Justitia est arrivé au Munich Central Collecting Point. La provenance du tableau a été vérifiée à l'époque, mais n'a apparemment pas posé de problème car les origines juives de Bendel ne ressortent pas des documents. Le tableau a donc été remis au bureau du président fédéral le 1er août 1961 et accroché dans la Villa Hammerschmidt à Bonn, et aucun autre contrôle n'a été effectué jusqu'à ce que les héritiers de Bendel deviennent actifs. En 2006, ils ont signalé au président fédéral Horst Köhler les circonstances dans lesquelles Leo Bendel avait autrefois vendu le tableau. Après examen, l'Office fédéral des services centraux et des questions immobilières non résolues a suggéré au ministère fédéral des Finances de restituer le tableau. Dans un premier temps, cependant, il n'y a pas eu de réaction publiquement perceptible jusqu'à ce que le magazine Cicero (de) fasse état de l'affaire en mars 2007 sous le titre « Justice is Watching ». Par la suite, l'approbation du ministère fédéral des Finances a été signalée. Le tableau a été vendu aux enchères en mai 2020 à la Neumeister Münchner Kunstauktionshaus pour 550 000 euros et est allé à un collectionneur privé allemand.